# Conor Bradley
Conor Bradley (Castlederg, 9 luglio 2003) è un calciatore nordirlandese, difensore del Liverpool e della nazionale nordirlandese.

## Caratteristiche tecniche
È un terzino destro, ruolo in cui si è stabilito dopo aver iniziato a giocare in posizioni più offensive. Dotato di intelligenza tattica e personalità, è molto abile nella gestione dei passaggi e dotato di una buona capacità nel portare il pallone in dribbling, qualità che lo hanno fatto notare soprattutto in fase offensiva, permettendogli di incidere sotto rete o in proprio, o con assist per i compagni di squadra.

## Carriera

### Club
Nato a Castlederg, nella contea nordirlandese di Tyrone, Bradley inizia a giocare nella squadra locale del St. Patrick's a nove anni, passando poi al Dungannon Swifts nel 2016 e, successivamente, al Liverpool nel 2019.
Aggregato subito all'Academy dei Reds, il 28 luglio del 2020 il terzino firma il suo primo contratto da professionista con il club inglese.
Dopo aver iniziato ad allenarsi con la prima squadra nell'estate del 2021, il 26 luglio dello stesso anno rinnova il suo contratto con il club del Merseyside. Il 21 settembre seguente, esordisce in prima squadra, in occasione della sfida di FA Cup vinta per 3-0 in casa del Norwich City: nell'occasione, diventa il primo giocatore nordirlandese a giocare un incontro ufficiale per il Liverpool dal 1954, anno in cui Sammy Smyth giocò la sua ultima partita per i Reds. Il 7 dicembre successivo, Bradley esordisce anche in Champions League, nella partita vinta per 2-1 contro il Milan, in cui subentra nei minuti di recupero.
Nel maggio del 2022, ha contribuito alla vittoria della Lancashire Senior Cup da parte della formazione Under-23 del Liverpool.
Il 21 giugno 2022, è stato ufficializzato il passaggio del giocatore al Bolton, avvenuto con la formula del prestito secco per una stagione. Il 30 luglio successivo, debutta con i Trotters nella prima gara di campionato, nel pareggio contro l'Ipswich Town (1-1). Il 9 agosto seguente, realizza la sua prima rete tra i professionisti nel vittoria valida per il primo turno di EFL Cup contro il Salford City per 5-1. Sette giorni più tardi, trova la sua prima rete in campionato decidendo la sfida casalinga contro il Morecambe. Il 2 aprile 2023, vince, da titolare, l'EFL Trophy battendo in finale per 4-0 il Plymouth Argyle, a Wembley. Conclude l'annata con ben 53 presenze totali, impreziosite da 7 reti e 6 assist.
Rientrato alla base, fino a novembre 2023 viene tenuto fermo ai box da un infortunio alla schiena. Il 30 novembre fa il suo debutto stagionale, subentrando nella quinta giornata della fase a gironi di Europa League contro il LASK Linz (4-0). Il 21 gennaio 2024, fa il suo esordio in Premier League nella vittoria per 4-0 contro il Bournemouth, al Vitality Stadium, fornendo anche un assist. Dieci giorni dopo segna la sua prima rete nella vittoria ad Anfield per 4-1 contro il Chelsea, mettendo a referto anche due assist. Il 25 febbraio successivo, disputa da titolare la finale di EFL Cup contro il Chelsea, vinta per 1-0, vincendo per la seconda volta in carriera il trofeo.

### Nazionale
Bradley ha rappresentato l'Irlanda del Nord a diversi livelli giovanili internazionali, giocando per le formazioni Under-16 e Under-17.
Nel maggio 2021, Bradley riceve la sua prima convocazione dalla nazionale maggiore nordirlandese, in vista delle amichevoli contro Malta e Ucraina; quindi, esordisce il 30 maggio seguente, prendendo il posto di Stuart Dallas all'85º minuto della partita contro Malta, vinta per 3-0 dalla Green & White Army.
Il 26 marzo 2024 realizza la sua prima rete per i nordirlandesi decidendo l'amichevole vinta 0-1 in casa della Scozia.
Il 12 ottobre 2024 indossa per la prima volta la fascia di capitano della nazionale nella sfida pareggiata 0-0 in casa della Bielorussia valevole per la Nations League.

## Statistiche

### Presenze e reti nei club
Statistiche aggiornate al 16 agosto 2025.
| Stagione         | Squadra          | Campionato       | Campionato | Campionato | Coppe nazionali | Coppe nazionali | Coppe nazionali | Coppe continentali | Coppe continentali | Coppe continentali | Altre coppe | Altre coppe | Altre coppe | Totale | Totale |
| Stagione         | Squadra          | Comp             | Pres       | Reti       | Comp            | Pres            | Reti            | Comp               | Pres               | Reti               | Comp        | Pres        | Reti        | Pres   | Reti   |
| ---------------- | ---------------- | ---------------- | ---------- | ---------- | --------------- | --------------- | --------------- | ------------------ | ------------------ | ------------------ | ----------- | ----------- | ----------- | ------ | ------ |
| 2021-2022        | Liverpool        | PL               | 0          | 0          | FACup+CdL       | 1+3             | 0               | UCL                | 1                  | 0                  | -           | -           | -           | 5      | 0      |
| 2022-2023        | Bolton           | FL1              | 41+2       | 5+0        | FACup+CdL       | 1+2             | 0+1             | -                  | -                  | -                  | FLT         | 7           | 1           | 53     | 7      |
| 2023-2024        | Liverpool        | PL               | 11         | 1          | FACup+CdL       | 4+4             | 0               | UCL                | 4                  | 0                  | -           | -           | -           | 23     | 1      |
| 2024-2025        | Liverpool        | PL               | 19         | 0          | FACup+CdL       | 1+4             | 0+0             | UCL                | 5                  | 0                  | -           | -           | -           | 29     | 0      |
| 2025-2026        | Liverpool        | PL               | 0          | 0          | FACup+CdL       | 0+0             | -               | UCL                | 0                  | 0                  | CS          | 0           | 0           | 0      | 0      |
| Totale Liverpool | Totale Liverpool | Totale Liverpool | 30         | 1          |                 | 17              | 0               |                    | 10                 | 0                  |             | -           | -           | 57     | 1      |
| Totale carriera  | Totale carriera  | Totale carriera  | 73         | 6          |                 | 20              | 1               |                    | 10                 | 0                  |             | 7           | 1           | 110    | 8      |

### Cronologia presenze e reti in nazionale
| Cronologia completa delle presenze e delle reti in nazionale ― Irlanda del Nord | Cronologia completa delle presenze e delle reti in nazionale ― Irlanda del Nord | Cronologia completa delle presenze e delle reti in nazionale ― Irlanda del Nord | Cronologia completa delle presenze e delle reti in nazionale ― Irlanda del Nord | Cronologia completa delle presenze e delle reti in nazionale ― Irlanda del Nord | Cronologia completa delle presenze e delle reti in nazionale ― Irlanda del Nord | Cronologia completa delle presenze e delle reti in nazionale ― Irlanda del Nord | Cronologia completa delle presenze e delle reti in nazionale ― Irlanda del Nord |
| Data                                                                            | Città                                                                           | In casa                                                                         | Risultato                                                                       | Ospiti                                                                          | Competizione                                                                    | Reti                                                                            | Note                                                                            |
| ------------------------------------------------------------------------------- | ------------------------------------------------------------------------------- | ------------------------------------------------------------------------------- | ------------------------------------------------------------------------------- | ------------------------------------------------------------------------------- | ------------------------------------------------------------------------------- | ------------------------------------------------------------------------------- | ------------------------------------------------------------------------------- |
| 30-5-2021                                                                       | Klagenfurt am Wörthersee                                                        | Malta                                                                           | 0 – 3                                                                           | Irlanda del Nord                                                                | Amichevole                                                                      | -                                                                               | 86’                                                                             |
| 5-9-2021                                                                        | Tallinn                                                                         | Estonia                                                                         | 0 – 1                                                                           | Irlanda del Nord                                                                | Amichevole                                                                      | -                                                                               | 63’                                                                             |
| 8-9-2021                                                                        | Belfast                                                                         | Irlanda del Nord                                                                | 0 – 0                                                                           | Svizzera                                                                        | Qual. Mondiali 2022                                                             | -                                                                               | 68’                                                                             |
| 9-10-2021                                                                       | Lancy                                                                           | Svizzera                                                                        | 2 – 0                                                                           | Irlanda del Nord                                                                | Qual. Mondiali 2022                                                             | -                                                                               | 86’ 88’                                                                         |
| 12-10-2021                                                                      | Sofia                                                                           | Bulgaria                                                                        | 2 – 1                                                                           | Irlanda del Nord                                                                | Qual. Mondiali 2022                                                             | -                                                                               | 68’                                                                             |
| 2-6-2022                                                                        | Belfast                                                                         | Irlanda del Nord                                                                | 0 – 1                                                                           | Grecia                                                                          | UEFA Nations League 2022-2023 - 1º turno                                        | -                                                                               | 62’                                                                             |
| 9-6-2022                                                                        | Pristina                                                                        | Kosovo                                                                          | 3 – 2                                                                           | Irlanda del Nord                                                                | UEFA Nations League 2022-2023 - 1º turno                                        | -                                                                               | 86’                                                                             |
| 12-6-2022                                                                       | Belfast                                                                         | Irlanda del Nord                                                                | 2 – 2                                                                           | Cipro                                                                           | UEFA Nations League 2022-2023 - 1º turno                                        | -                                                                               | 69’                                                                             |
| 24-9-2022                                                                       | Belfast                                                                         | Irlanda del Nord                                                                | 2 – 1                                                                           | Kosovo                                                                          | UEFA Nations League 2022-2023 - 1º turno                                        | -                                                                               |                                                                                 |
| 27-9-2022                                                                       | Atene                                                                           | Grecia                                                                          | 3 – 1                                                                           | Irlanda del Nord                                                                | UEFA Nations League 2022-2023 - 1º turno                                        | -                                                                               | 68’                                                                             |
| 23-3-2023                                                                       | Serravalle                                                                      | San Marino                                                                      | 0 – 2                                                                           | Irlanda del Nord                                                                | Qual. Euro 2024                                                                 | -                                                                               |                                                                                 |
| 26-3-2023                                                                       | Belfast                                                                         | Irlanda del Nord                                                                | 0 – 1                                                                           | Finlandia                                                                       | Qual. Euro 2024                                                                 | -                                                                               |                                                                                 |
| 16-6-2023                                                                       | Copenaghen                                                                      | Danimarca                                                                       | 1 – 0                                                                           | Irlanda del Nord                                                                | Qual. Euro 2024                                                                 | -                                                                               | 77’                                                                             |
| 22-3-2024                                                                       | Bucarest                                                                        | Romania                                                                         | 1 – 1                                                                           | Irlanda del Nord                                                                | Amichevole                                                                      | -                                                                               |                                                                                 |
| 26-3-2024                                                                       | Glasgow                                                                         | Scozia                                                                          | 0 – 1                                                                           | Irlanda del Nord                                                                | Amichevole                                                                      | 1                                                                               | 82’                                                                             |
| 8-6-2024                                                                        | Palma di Maiorca                                                                | Spagna                                                                          | 5 – 1                                                                           | Irlanda del Nord                                                                | Amichevole                                                                      | -                                                                               | 66’                                                                             |
| 11-6-2024                                                                       | Murcia                                                                          | Irlanda del Nord                                                                | 2 – 0                                                                           | Andorra                                                                         | Amichevole                                                                      | 2                                                                               | 76’                                                                             |
| 5-9-2024                                                                        | Belfast                                                                         | Irlanda del Nord                                                                | 2 – 0                                                                           | Lussemburgo                                                                     | UEFA Nations League 2024-2025 - 1º turno                                        | -                                                                               |                                                                                 |
| 8-9-2024                                                                        | Plovdiv                                                                         | Bulgaria                                                                        | 1 – 0                                                                           | Irlanda del Nord                                                                | UEFA Nations League 2024-2025 - 1º turno                                        | -                                                                               | 59’                                                                             |
| 12-10-2024                                                                      | Zalaegerszeg                                                                    | Bielorussia                                                                     | 0 – 0                                                                           | Irlanda del Nord                                                                | UEFA Nations League 2024-2025 - 1º turno                                        | -                                                                               | Cap.                                                                            |
| 15-10-2024                                                                      | Belfast                                                                         | Irlanda del Nord                                                                | 5 – 0                                                                           | Bulgaria                                                                        | UEFA Nations League 2024-2025 - 1º turno                                        | -                                                                               | Cap.                                                                            |
| 15-11-2024                                                                      | Belfast                                                                         | Irlanda del Nord                                                                | 2 – 0                                                                           | Bielorussia                                                                     | UEFA Nations League 2024-2025 - 1º turno                                        | -                                                                               | 89’                                                                             |
| 18-11-2024                                                                      | Lussemburgo                                                                     | Lussemburgo                                                                     | 2 – 2                                                                           | Irlanda del Nord                                                                | UEFA Nations League 2024-2025 - 1º turno                                        | 1                                                                               |                                                                                 |
| 7-6-2025                                                                        | Copenaghen                                                                      | Danimarca                                                                       | 2 – 1                                                                           | Irlanda del Nord                                                                | Amichevole                                                                      | -                                                                               | 72’                                                                             |
| 10-6-2025                                                                       | Belfast                                                                         | Irlanda del Nord                                                                | 1 – 0                                                                           | Islanda                                                                         | Amichevole                                                                      | -                                                                               | 90+1’                                                                           |
| Totale                                                                          |                                                                                 | Presenze                                                                        | 25                                                                              |                                                                                 | Reti                                                                            | 4                                                                               |                                                                                 |

## Palmarès

### Club

#### Competizioni nazionali
- Coppa d'Inghilterra: 1

Liverpool: 2021-2022
- Coppa di Lega inglese: 2

Liverpool: 2021-2022, 2023-2024
- Football League Trophy: 1

Bolton: 2022-2023
- Campionato inglese: 1

Liverpool: 2024-2025